# Le Mesnil-Germain
Le Mesnil-Germain (Ausspracheⓘ) ist eine ehemalige französische Gemeinde mit 274 Einwohnern (Stand: 1. Januar 2013), den Mesnil-Germinois, im Département Calvados in der Region Normandie.
Am 1. Januar 2016 wurde Le Mesnil-Germain im Zuge einer Gebietsreform zusammen mit 21 benachbarten Gemeinden als Ortsteil in die neue Gemeinde Livarot-Pays-d’Auge eingegliedert.

## Geografie
Le Mesnil-Germain liegt im Pays d’Auge. Rund 12,5 Kilometer nördlich des Ortes befindet sich Lisieux.

## Bevölkerungsentwicklung
| Jahr                             | 1793 | 1836 | 1876 | 1926 | 1946 | 1975 | 1990 | 2013 |
| -------------------------------- | ---- | ---- | ---- | ---- | ---- | ---- | ---- | ---- |
| Einwohner                        | 516  | 381  | 312  | 217  | 266  | 193  | 216  | 274  |
| Quelle: Cassini, EHESS und INSEE |      |      |      |      |      |      |      |      |

## Sehenswürdigkeiten
- Kirche Saint-Jean-Baptiste aus dem 12. Jahrhundert
- Herrenhaus aus dem 18. Jahrhundert; ein zugehöriges Taubenhaus ist seit 1972 als Monument historique klassifiziert[3]
- Kapelle Saint-Laurent aus dem 16. Jahrhundert